# Breitgrieskarspitze
Breitgrieskarspitze är en bergstopp i Österrike.   Den ligger i distriktet Innsbruck-Land och förbundslandet Tyrolen, i den västra delen av landet, 400 km väster om huvudstaden Wien. Toppen på Breitgrieskarspitze är 2 590 meter över havet, eller 298 meter över den omgivande terrängen. Bredden vid basen är 3,6 km.
Terrängen runt Breitgrieskarspitze är huvudsakligen bergig, men åt sydväst är den kuperad. Runt Breitgrieskarspitze är det ganska tätbefolkat, med 166 invånare per kvadratkilometer.. Närmaste större samhälle är Innsbruck, 16,2 km söder om Breitgrieskarspitze. 
Trakten runt Breitgrieskarspitze består i huvudsak av gräsmarker.